# أوشامشير

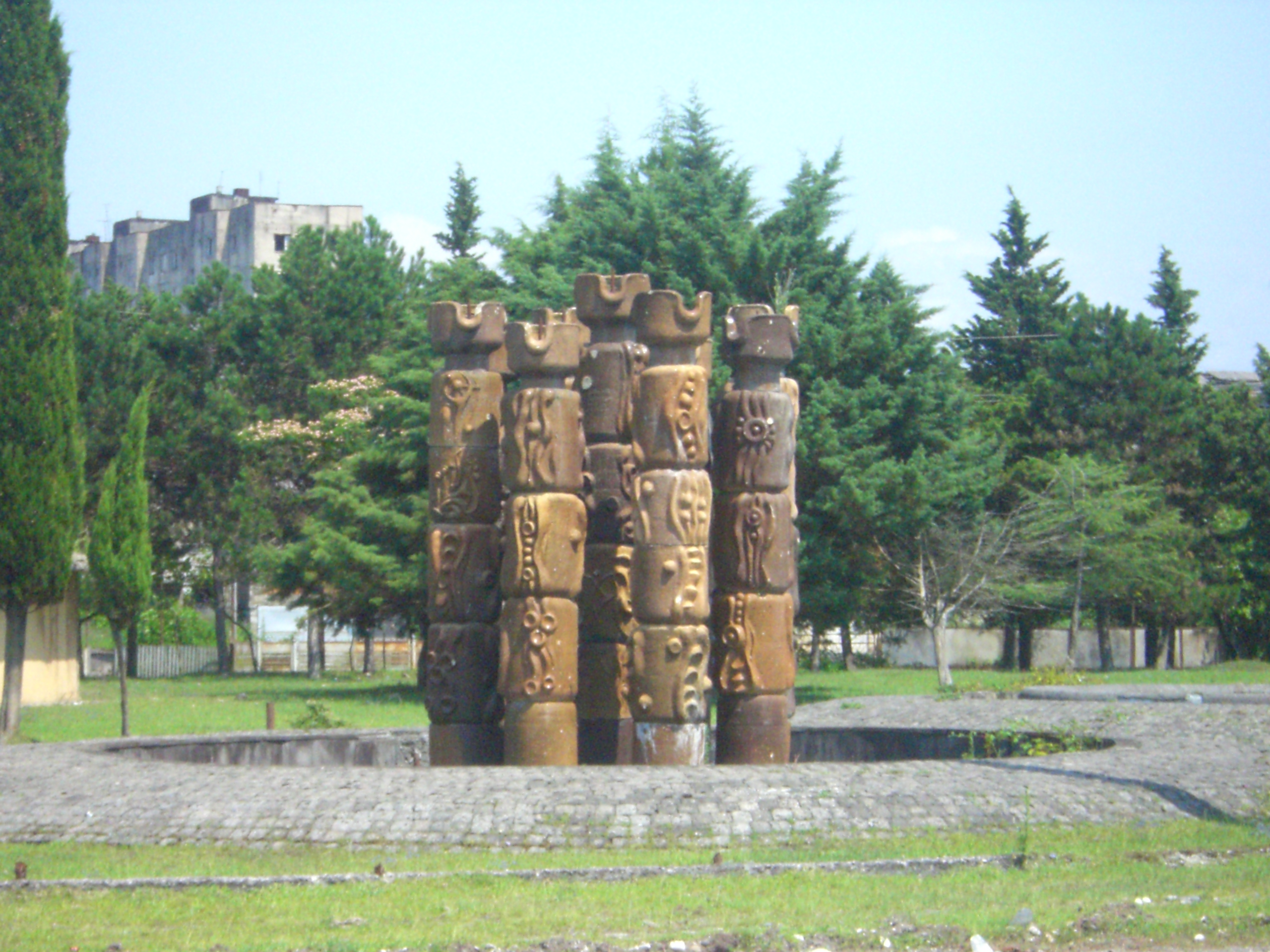
نافورة في أوشامشير.

أوشامشير على الخريطة.

أوشامشير أو أوشامشيرا ( (بالجورجية: ოჩამჩირე) و (بالأبخازية: Очамчыра) ، أوشامشيرا . (الروسية: Очамчира) أوشامشيرا ) هي مدينة ساحلية على ساحل البحر الأسود في أبخازيا بجورجيا.
وفقًا لتعداد السكان السوفيتي لعام 1979 فقد كان في أوشامشير 18700 نسمة وبعد الصراع الجورجي الأبخازي 1992-1993 شهدت مدينة أوشامشير انخفاضًا كبيرًا في عدد السكان بسبب التطهير العرقي للجورجيين ومعظم المشردين داخليا المتضررين من النزاع لم يعودوا بعد إلى المدينة. وتقع أوشامشير على طول الضفة اليسرى لنهر غاليدزغا حيث تدخل البحر. تقع المدينة على بعد 53 كيلومتر (33 ميل) جنوب شرق العاصمة الأبخازية سوخومي .

## مناخ
يعد مناخ أوشامشير مناخ شبه استوائي رطب مع شتاء معتدل وصيف حار متوسط درجة الحرارة السنوية يبلغ 13.6 درجة مئوية ويبلغ متوسط درجة الحرارة في شهر يناير 4.5 درجة مئوية بينما يبلغ متوسط درجة الحرارة في يوليو 23 درجة مئوية ومتوسط هطول الأمطار السنوي يصل حوالي إلى 1,552 مليمتر (61 بوصة) .

## تاريخ
لقد تطورت أوشامشيرمن مستوطنة بحرية صغيرة إلى مدينة مزدهرة والتي كانت مسرحًا للقتال بين الروس والقوات التركية الأبخازية في عام 1877 
مستعمرة Gyenos اليونانية القديمة ( (باليونانية: Γυένος) ) من المفترض أن تقع بالقرب من أوشامشير وعلى الرغم من أن التعريف لا يمكن اعتباره نهائيًا بسبب الشكوك المتعلقة بالموقع الفعلي والحفاظ السيئ للغاية على الموقع الأثري نفسه  فقد توضح الأدلة الأثرية تأثير الثقافة اليونانية وإن لم يكن بالضرورة الاستيطان اليوناني بدءًا من القرن السادس قبل الميلاد.
ووفقًا لإيتار تاس في عام 2009 خططت روسيا لبناء قاعدة بحرية جديدة لأسطولها في البحر الأسود ( اعتبارًا من 2009 مقرها في سيفاستوبول ) في أوشامشير.
وقد كان لاعب كرة القدم الجورجي السوفيتي السابق فيتالي دارسيليا من مدينة أوشامشير.

## علاقات دولية

### المدن التوأم- المدن الشقيقة
أوشامشير توأمة مع المدن التالية:
- كوستروما ، روسيا
- بندر ، ترانسنيستريا ، [10] مولدوفا